# 3504 Холшевніков
3504 Холшевніков (3504 Kholshevnikov) — астероїд головного поясу, відкритий 3 вересня 1981 року.
Тіссеранів параметр щодо Юпітера — 3,196.